# 상장도
상장도(上長島)는 경상남도 남해군 설천면에 있는 섬이다. 특정도서로 지정하여 관리되고 있다.

## 특정도서
상장도는 파식대, 파식구 등 지형경관적 가치가 우수하고, 검은머리물떼새가 서식하고 있어 독도 등 도서지역의 생태계보전에 관한 특별법에 의거 특정도서로 지정되었다.
- 지정번호 : 제134호
- 면적 : 7,834m2
- 지번 : 경상남도 남해군 설천면 문항리 산2, 산3